# Matlala
Matlala är en ort i Mexiko.   Den ligger i kommunen Chilapa de Álvarez och delstaten Guerrero, i den södra delen av landet, 220 km söder om huvudstaden Mexico City. Matlala ligger 1 184 meter över havet och antalet invånare är 137.
Terrängen runt Matlala är huvudsakligen kuperad, men västerut är den bergig. Terrängen runt Matlala sluttar söderut. Runt Matlala är det ganska glesbefolkat, med 39 invånare per kvadratkilometer. Närmaste större samhälle är Chilapa de Alvarez, 13,9 km norr om Matlala. Omgivningarna runt Matlala är en mosaik av jordbruksmark och naturlig växtlighet.